# 水谷暢宏
水谷 暢宏（みずたに のぶひろ、1962年〈昭和37年〉10月10日‐）は、日本の広報PRコンサルタント。合同会社オフィスPLAYワーク代表。広報・PR専門のビジネススクール「広報のがっこう」校長。多国籍サーカス団「さくらサーカス」相談役。元吉本興業ホールディングス取締役。元よしもとクリエイティブ・エージェンシー代表取締役社長。

## 経歴
岐阜県大垣市出身。関西学院大学経済学部を卒業後、1987年に吉本興業株式会社に入社。
吉本新喜劇・漫才・落語寄席地方公演プロデューサーや国際花と緑の博覧会・国際パフォーマンスディレクター、吉本総合芸能学院（NSC）の校長などを歴任した。朝日放送「M-１グランプリ」（第6回から第10回）ではプロデューサーを務めた。2008年、スタッフ養成スクールである「よしもとクリエイティブカレッジ（現：よしもとクリエイティブアカデミー）」を創設。同学院長に就任した。
2010年から2012年まで、よしもとクリエイティブ・エージェンシー（現：吉本興業）の代表取締役社長を務めた。2011年8月、お笑いタレント・島田紳助の緊急引退記者会見に、同社の社長として同席した。2012年から2019年まで、吉本興業(現：吉本興業ホールディングス)の取締役。
2018年、沖縄県初となるエンターテイメント専門学校「沖縄ラフ＆ピース専門学校」の立ち上げに理事長として参加。その後、吉本興業教育部門・担当取締役を経て、過労に伴う体調の悪化などを理由として、2019年7月20日に同社を退社した。
吉本興業退社後、これまでのエンターテイメント業界での経験や人脈を活かし、広報PRプロデューサーとして独立。地域創生コンサルティング会社である合同会社オフィスPLAYワークを立ち上げた。
2024年5月、広報PR専門のビジネススクール「広報のがっこう」を開校。主に全国の中小企業の社長を対象に、多額の広告費をかけずに新聞やテレビ、雑誌などのメディアから、取材を獲得するPRの方法を教えている。
また、吉本興業時代に知り合ったメンバーで結成された日本4大サーカスの1つ「さくらサーカス」にも、2020年の旗揚げ時から相談役としてプロデュースに関わる。
好きな言葉は「徒手空拳」。

## 関連人物
- 大崎洋 - 実業家・芸能プロモーター。吉本興業ホールディングス前会長。吉本興業時代の直属の上司。
- 谷良一 - 作家。元吉本興業ホールディングス取締役。吉本興業時代の同僚。谷は1981年入社のため、水谷の6年先輩にあたる。
- 今井ようじ - 落語作家。水谷が運営する「広報のがっこう」で講師を務めている。